# Perseguição (táctica militar)
A perseguição é uma acção ofensiva contra uma força inimiga que procura fugir. Esta operação pode ser desencadeada a partir do momento em que surgem indícios do colapso iminente do inimigo, após obter sucesso num ataque e o inimigo iniciar uma retirada. O objectivo é transformar a retirada do inimigo numa derrota decisiva. Para a realização deste tipo de acção é organizada uma força de perseguição que tem a missão de impedir que a força inimiga que pretende fugir se possa reorganizar e ocupar posições defensivas e completar o seu aniquilamento. «... sem uma perseguição nenhuma vitória pode ter grande efeito ....
A força que persegue um inimigo deve atacá-lo continuamente com o objectivo de o impedir de organizar uma acção defensiva. Quando a perseguição se inicia, pressupõe-se que o inimigo perdeu a iniciativa e a capacidade para actuar eficazmente. Pretende-se então que ele se mantenha nessa situação de inferioridade para permitir o seu aniquilamento ou captura. Contrariamente às demais operações ofensivas que procuram, em geral, a posse do terreno, a perseguição visa principalmente a destruição do inimigo.
A perseguição é uma das principais funções da cavalaria pois esta arma permite avançar no terreno com velocidade superior à infantaria. «Se a cavalaria do vencido for igual ou superior à do vencedor, os efeitos da perseguição diminuem e, devido a esse facto perde-se uma grande parte dos resultados da vitória. Em épocas mais modernas e dependendo da dimensão das forças em campanha, utilizam-se também os meios aéreos. A infantaria motorizada ou mecanizada veio, no entanto, proporcionar a esta arma possibilidades acrescidas de mobilidade pelo que uma força de perseguição pode ser constituída quase só por infantaria.
A obra de Clausewitz, Da Guerra apresenta no Capítulo XII - Meios estratégicos para aproveitar uma vitória, um 
texto muito elucidativo sobre a importância deste tipo de operações.